# Ley de Accidentes de Trabajo
La Ley de Accidentes de Trabajo  es una legislación argentina que estipula las indemnizaciones por accidentes de trabajo. La ley original fue aprobada en 1915 y derogada y reemplazada por la actual en 1991.

## Historia
La primera ley de accidentes de trabajo del país fue aprobada por el congreso en septiembre de 1915 y promulgada al mes siguiente durante la presidencia de Victorino de la Plaza. La ley cambió en gran medida el mercado laboral al invertir la carga de prueba para favorecer a los trabajadores sobre los patrones.
En 1991 la ley 9688 fue derogada y reemplazada por la ley 24028. Esta ley, aprobada durante el gobierno de Carlos Menem tenía como objetivo disminuir los costos laborales para las empresas.